# Køkkenet, Danmarks største arbejdsplads
Køkkenet, Danmarks største arbejdsplads er en dansk dokumentarfilm fra 1950 instrueret af Carl Otto Petersen efter eget manuskript.

## Handling
Filmen giver en række eksempler på uhensigtsmæssig indretning af landbokøkkener, som koster husmoderen mange unødige skridt og forøger hendes arbejde. Der vises, hvorledes mindre, ikke særlig bekostelige forbedringer, kan medføre store lettelser, og til sidst skildres et virkelig velindrettet landbokøkken med mange moderne hjælpemidler.